# Sainte-Pallaye
Sainte-Pallaye is een gemeente in het Franse departement Yonne (regio Bourgogne-Franche-Comté) en telt 121 inwoners (2009). De plaats maakt deel uit van het arrondissement Auxerre.

## Geografie
De oppervlakte van Sainte-Pallaye bedraagt 4,0 km², de bevolkingsdichtheid is dus 30,3 inwoners per km².
De onderstaande kaart toont de ligging van Sainte-Pallaye met de belangrijkste infrastructuur en aangrenzende gemeenten.

## Demografie
Onderstaande figuur toont het verloop van het inwonertal (bron: INSEE-tellingen).